# ツァイガルニク効果
ツァイガルニク効果（ツァイガルニクこうか、英: Zeigarnik effect）とは達成できた事柄より達成できていない事柄・中断している事柄を意識している状態。ツァイガルニック効果、ゼイガルニク効果、ゼイガルニック効果とも表記する。
ドイツのゲシュタルト心理学者クルト・レヴィンの「人は欲求によって目標指向的に行動するとき 緊張感 が生じ持続するが、目標が達成されると緊張感は解消する」という考えに基づき、リトアニア出身で旧ソビエト連邦の心理学者ブリューマ・ゼイガルニクが「目標が達成されない行為に関する未完了課題についての記憶は、完了課題についての記憶に比べて想起されやすい」との事実を実験的に示した。
さらに、ツァイガルニクらには、未完成の図形と完成した図形についての記憶研究もある。知覚の実験にあっては、未完成図形の方が完成図形に比べて記憶の度合いが悪い。
自分自身の行為を記憶する過程と、視覚像を記憶する過程とは、相異なる法則性に従っている。